# Daniel Strauch
Daniel Strauch (* 8. Januar 1981 in Osnabrück) ist ein ehemaliger deutscher Basketballspieler.
Der in Bad Laer aufgewachsene Strauch begann das Basketballspielen in seiner Heimatgemeinde beim SV Bad Laer. Nach Stationen in Hagen und Quakenbrück spielt der 2,06 m große Power Forward seit 2003 beim deutschen Bundesligisten EWE Baskets Oldenburg. Seine größten Erfolge sind der Gewinn der deutschen Meisterschaft in der Saison 2008/09 mit den Oldenburgern sowie die Berufung in das A2- und U20-Nationalteam.
Anfang Juni 2010 gaben die EWE Baskets Oldenburg bekannt, dass Strauch seine aktive Karriere beendet. Aufgrund diverser Verletzungen in den Jahren zuvor entschied er sich zu diesem Schritt.
Nach seiner Karriere als Profi schlug Strauch eine Lehrerlaufbahn ein und veröffentlichte das Buch Mittags in Oldenburg.

## Auszeichnungen
Am 26. September 2010 wurde Daniel Strauch in die Hall of Fame der EWE Baskets Oldenburg aufgenommen. Seine damalige Trikotnummer 6 wird ihm zu Ehren nicht mehr vergeben.